# عمار غرايبة
| عمار غرايبة |                                |
|             |                                |
| الاسم       | عمار غرايبة                    |
| المهنة      | رئيس اللجنة المؤقتة في الأمانة |
| سبقه        | عمر المعاني                    |
| تلاه        | عبد الحليم الكيلاني            |

عمار غرايبة مهندس أردني (مواليد 1962) حاصل على شهادة البكالوريوس بالهندسة المدنية من جامعة أوهايو في الولايات المتحدة، وشهادة في إدارة الأعمال من جامعة نيويورك للتكنلوجيا. شغل في بداية عام 2011 منصب رئيس للجنة المؤقتة في أمانة عمان الكبرى.

## حل مجلس أمانة عمّان
قرر مجلس الوزراء في جلسته التي عقدها مساء الثلاثاء 15 أذار / مارس 2011 حل مجلس أمانة عمان وكافة بلديات المملكة، وتشكيل لجان مؤقته وفقا لقانون البلديات للإدارة. وقرر المجلس تعيين غريابة رئيسا للجنة المؤقتة لأمانة عمان الكبرى خلفا للمهندس عمر المعاني بعد توقيفه على ذمة التحقيق بتاريخ 12/12/2011 بتهم الإخلال بالواجبات الوظيفية، واستثمار الوظيفة والاختلاس، والرشوة بحسب مصدر قضائي.
. كما قررت الحكومة تعيين رؤوساء لجان في بلديات المملكة واجراء الانتخابات في شهر تموز وحسب ماهو متوقع ان يتم تعديل على قانون البلديات بحيث يستطيع العمانيون انتخاب عمدتهم (امين عمان) مما اعتبرها الكثير بالخطوة الجيدة خاصة انه كان يتم تعيين الأمين بقرار من مجلس الوزراء.
وبعد سنة من تولي غرايبة منصبه، عقد مجلس الوزراء الأردني جلسة مساء الثلاثاء 10 يناير / كانون الثاني 2012 برئاسة رئيس الوزراء عون الخصاونة، وقرر تعيين المهندس عبد الحليم الكيلاني رئيسا للجنة أمانة عمّان الكبرى، خلفا لغرايبة.